# Fritz Weaver
Fritz William Weaver (Pittsburgh, 19 januari 1926 – New York, 26 november 2016) was een Amerikaans acteur.

## Biografie
Weaver doorliep de high school aan de Peabody High School in Pittsburgh. Tijdens de Tweede Wereldoorlog werd hij opgeroepen voor zijn dienstplicht maar hij ging als dienstweigeraar naar de Civilian Public Service om zijn diensttijd daar uit te dienen en werd ingezet als Conscientious objector. Na zijn diensttijd ging hij acteren leren aan de HB Studio in Greenwich Village. 
Weaver begon met acteren in het theater, hij maakte in 1955 zijn debuut op Broadway in het toneelstuk The Chalk Garden in de rol van Maitland. Hierna heeft hij nog meerdere rollen gespeeld op Broadway, in 1970 kreeg hij een Tony Award en een Drama Desk Award voor zijn rol in het toneelstuk Child's Play.
Weaver begon in 1956 met acteren voor televisie in de televisieserie The United States Steel Hour. Hierna heeft hij nog meerdere rollen gespeeld in televisieseries en films zoals Mission: Impossible (1966-1971), Marathon Man (1976), Holocaust (1978), Creepshow (1982), Under Siege (1986), All My Children (1992-1998) en Law & Order (1991-2005). Voor zijn rol in de televisieserie Holocaust werd hij in 1978 genomineerd voor een Emmy Award in de categorie Uitstekende Acteur in een Hoofdrol in een Televisieserie.
Weaver was van 1953 tot 1979 getrouwd, en kreeg met zijn eerste vrouw twee kinderen. In 1997 trouwde hij opnieuw.

## Filmografie

### Films
Selectie:
- 2014 The Cobbler - als mr. Solomon
- 1999 The Thomas Crown Affair – als John Reynolds
- 1986 Under Siege – als Bernard Hughes
- 1986 Power – als Wallace Furman
- 1982 Creepshow – als Dexter Stanley
- 1977 Demon Seed – als Alex Harris
- 1976 Marathon Man – als professor Biesenthal
- 1973 The Day of the Dolphin – als Harold DeMilo

### Televisieseries
Uitgezonderd eenmalige gastrollen.
- 1996 The X-Files – als senator Albert Sorenson – 2 afl.
- 1992 All My Children – als Hugo Marick - 24 afl.
- 1990 Against the Law – als Skipper Haverhill – 2 afl.
- 1989 Friday the 13th – als Asteroth – 2 afl.
- 1986 Dream West – als senator Thomas Hart Benton – 2 afl.
- 1985 A Death in California – als Van Niven – 2 afl.
- 1980 The Martian Chronicles – als pastoor Peregrine – 3 afl.
- 1978 Holocaust – als dr. Josef Weiss – 4 afl.
- 1968 – 1969 Felony Squad – als Bender – 2 afl.
- 1964 Rawhide – als Jonathan Damon – 2 afl.
- 1962 – 1964 The Nurses – als pastoor Wickford – 2 afl.
- 1961 – 1963 The Defenders – als Leo Graves – Vincent Kayle – 2 afl.
- 1957 Studio One – als George Hanley – 2 afl.

## Theaterwerk opBroadway
- 1999 Ring Round the Moon – als Messerschmann
- 1991 – 1992 The Crucible – als ondergouverneur Danforth
- 1989 – 1990 Love Letters – als Andrew Makepeice Ladd III
- 1983 Angels Fall – als Niles Harris
- 1979 The Price – als Walter Franz
- 1974 – 1976 Absurd Person Singular – als Ronald
- 1970 Child's Play – als Jerome Malley
- 1965 Baker Street – als Sherlock Holmes
- 1964 The White House – als Thomas Jefferson / Andrew Jackson / Millard Fillmore / Franklin Pierce / Abraham Lincoln / Mark Twain / Captain Sigsbee / Woodrow Wilson
- 1963 Lorenzo – als Van Miessen
- 1962 All American - als Henderson
- 1961 – 1962 A Shot in the Dark – als Benjamin Beaurevers
- 1960 Henry IV, Part II – als King Henry IV
- 1960 Henry IV, Part I – als King Henry IV
- 1960 Peer Gynt – als Peer Gynt
- 1959 The Great God Brown – als Dion Anthony
- 1958 – 1959 The Power and the Glory – als priester
- 1958 The Family Reunion – Harry
- 1957 Miss Lonelyhearts – als een jongen
- 1956 Protective Custody – als Marc Bradley
- 1955 – 1956 The Chalk Garden – als Maitland

- Biblioteca Nacional de España: XX1505310
- Bibliothèque nationale de France: cb14238208x (data)
- CiNii: DA12207662
- Gemeinsame Normdatei: 134771753
- International Standard Name Identifier: 0000 0000 8380 408X
- Library of Congress Control Number: n85183861
- MusicBrainz: 92efda0c-1c4f-4353-b1ce-a136b5be33ec
- National Archives and Records Administration: 10570257
- Nationale Bibliotheek van Israël: 987007425062105171
- Nederlandse Thesaurus van Auteursnamen: 374841721
- SNAC: w6t72nwz
- Système universitaire de documentation: 248223550
- Virtual International Authority File: 48205004
- WorldCat: E39PBJdRxxcPpxpvYW4M7mJ4bd